# Spottobrotula amaculata
Spottobrotula amaculata är en fiskart som beskrevs av Cohen och Nielsen 1982. Spottobrotula amaculata ingår i släktet Spottobrotula och familjen Ophidiidae. Inga underarter finns listade i Catalogue of Life.